# Passo di Pramollo
Passo di Pramollo (tyska: Nassfeldpass) är ett bergspass i Österrike, på gränsen till Italien. Det ligger i den centrala delen av landet, 300 km sydväst om huvudstaden Wien. Passo di Pramollo ligger 1 530 meter över havet.
Terrängen runt Passo di Pramollo är bergig åt sydväst, men åt nordost är den kuperad. Runt Passo di Pramollo är det glesbefolkat, med 16 invånare per kvadratkilometer.. Närmaste större samhälle är Hermagor, 10,2 km nordost om Passo di Pramollo. 
I omgivningarna runt Passo di Pramollo växer i huvudsak blandskog.